# Manole

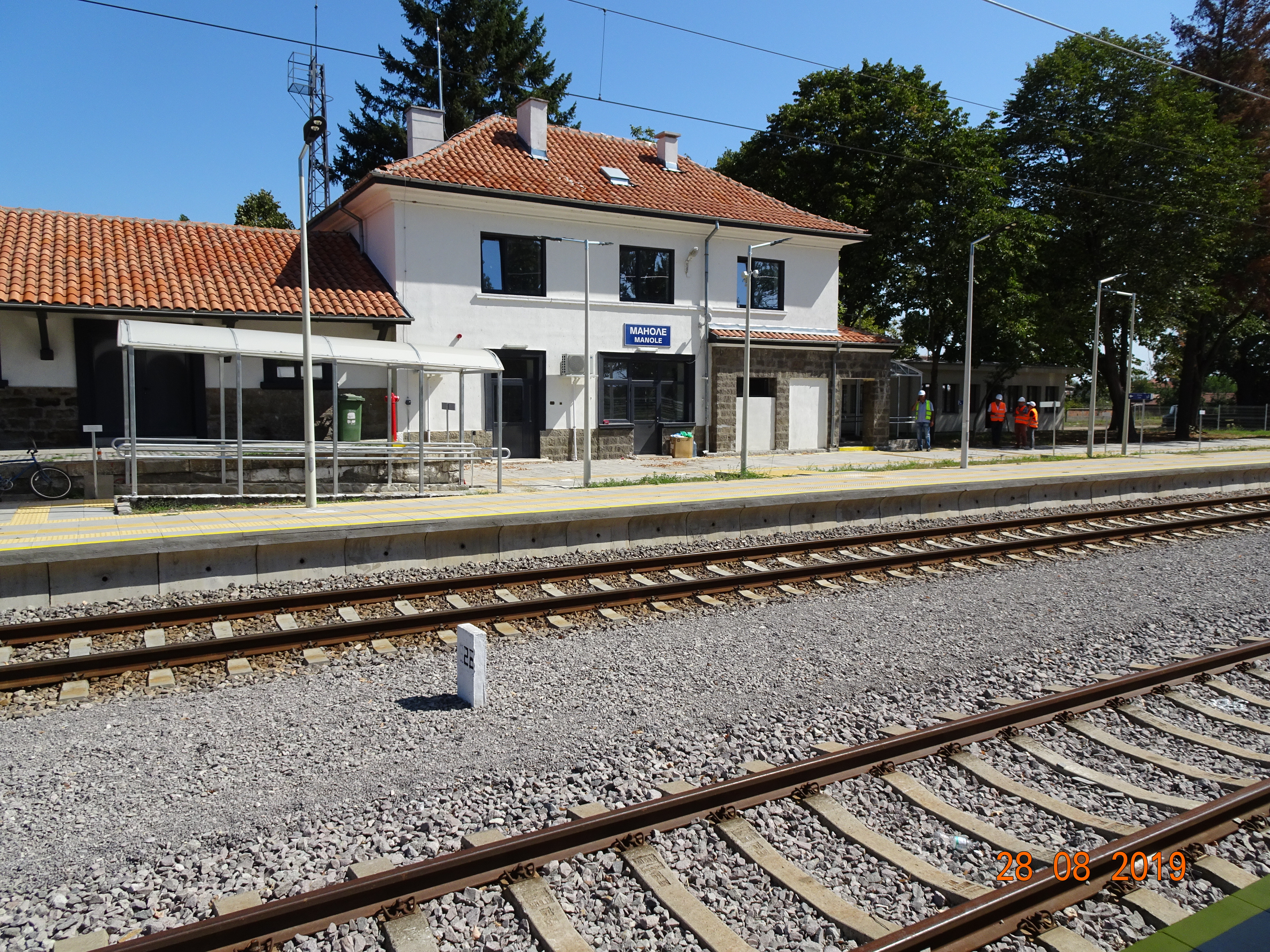
Station van Manole

Manole (Bulgaars: Маноле) is een dorp in Bulgarije. Het dorp is gelegen in de gemeente Maritsa, oblast Plovdiv. Het dorp ligt hemelsbreed ongeveer 16 km ten noordoosten van Plovdiv en 143 km ten zuidoosten van de hoofdstad Sofia.

## Bevolking
Op 31 december 2019 woonden er 2.702 personen in het dorp Manole.
|  |

De grootste bevolkingsgroep vormden de etnische Bulgaren, maar er wonen ook kleinere aantallen Roma en Turken.
| Etnische samenstelling van de respondenten (2011) | Etnische samenstelling van de respondenten (2011) | Etnische samenstelling van de respondenten (2011) | Etnische samenstelling van de respondenten (2011) | Etnische samenstelling van de respondenten (2011) |
| ------------------------------------------------- | ------------------------------------------------- | ------------------------------------------------- | ------------------------------------------------- | ------------------------------------------------- |
|                                                   |                                                   |                                                   |                                                   |                                                   |
| Bulgaren                                          | Bulgaren                                          |                                                   | 91,7%                                             | 91,7%                                             |
| Turken                                            | Turken                                            |                                                   | 3,2%                                              | 3,2%                                              |
| Roma                                              | Roma                                              |                                                   | 4,8%                                              | 4,8%                                              |
| Anders/Onbekend                                   | Anders/Onbekend                                   |                                                   | 0,3%                                              | 0,3%                                              |

Van de 2.937 inwoners in februari 2011 werden geteld, waren er 409 jonger dan 15 jaar oud (13,9%), gevolgd door 1.976 personen tussen de 15-64 jaar oud (67,3%) en 552 personen van 65 jaar of ouder (18,8%).